# Beau Geste (roman)
Beau Geste is een avonturenroman uit 1924 van de Engelse schrijver P.C. Wren. Het boek is meermaals verfilmd.

## Verhaal
Beau Geste is een roman over het Franse Vreemdelingenlegioen. Het verhaal gaat over drie Engelse broers van goede afkomst. Hun tante heeft het familiejuweel moeten verkopen. Om te voorkomen dat deze schande aan het licht komt, verdwijnt een van de broers naar het legioen - daarmee de verdenking van diefstal op hemzelf ladend. Zijn broers begrijpen er niets van en reizen hem achterna. Als legionairs bevechten zij in Noord-Afrika meedogenloze woestijnstammen, bijna net zo verdorven en gehard als hun eigen sergeant. In een belegerd woestijnfort vechten de legionairs een hopeloze strijd uit; de laatste verdedigers springen van lijk naar lijk om een schot af te vuren - zo lijkt de verdediging nog iets voor te stellen.

## Verfilmingen
- Beau Geste (1926), met Ronald Colman, William Powell en Noah Beery Sr.
- Beau Geste (1939), met Gary Cooper, Ray Milland en Robert Preston
- Beau Geste (1966), met Guy Stockwell, Doug McClure en Telly Savalas
- The Last Remake of Beau Geste met Marty Feldman en Michael York